# 25309 Chrisauer
25309 Chrisauer (tên chỉ định: 1998 XQ87) là một tiểu hành tinh vành đai chính. Nó được phát hiện bởi dự án Nghiên cứu tiểu hành tinh gần Trái Đất Lincoln ở Socorro, New Mexico, ngày 15 tháng 12 năm 1998. Nó được đặt theo tên Christopher Peterson Sauer.